# El Batán (Cáceres)
El Batán es un pueblo de la provincia de Cáceres, comunidad autónoma de Extremadura, España. Pertenece al término municipal de Guijo de Galisteo. Con 804 habitantes en 2017, es la localidad más poblada del municipio, albergando a más de la mitad de la población municipal.
Está situada en una zona de regadío en las vegas del río Alagón. Se encuentra junto a la autovía EX-A1 a medio camino entre Plasencia y Coria. Las poblaciones más cercanas son Alagón del Río, Morcillo, Puebla de Argeme y Riolobos. Todas las calles del pueblo tienen nombre de toreros.

## Historia
La población nació a mediados del siglo XX, a través del Instituto Nacional de Colonización.

## Demografía
El pueblo ha tenido la siguiente evolución demográfica:
- 2005: 723 habitantes
- 2008: 790 habitantes
- 2011: 840 habitantes
- 2014: 842 habitantes
- 2017: 804 habitantes

## Lugares de interés
Son lugares de interés la Iglesia parroquial de Nuestra Señora del Pilar, la Ermita de Nuestra Señora de Macarena, el Ayuntamiento y la Plaza del pueblo.

## Cultura
El Batán también consta de un equipo de fútbol, C.D EL BATAN, formado por los jóvenes del pueblo. Cuentas con asociaciones de amas de casa, de pescadores, de pensionistas… Consta de una guardería infantil, una casa de cultura, pabellón polideportivo... también cuenta a la entrada del pueblo con un gran parque.

### Fiestas locales
- En primavera se celebra una romería en honor de la Virgen de la Macarena. Cada año una calle del pueblo se encarga de organizar la romería; al finalizar la misa ese día se reparten dulces y ponche y se hace una subasta para recaudar dinero para la Virgen.
- Del 6 al 10 de septiembre se celebran las fiestas de La Macarena, copatrona de la localidad; con toros, conciertos y fuegos artificiales.

El 12 de octubre se celebra la Solemnidad de Nuestra Señora del Pilar patrona del pueblo, con una solemne Misa cantada y al final con una procesión por las calles del pueblo.
- Un fin de semana antes de carnavales, se celebra en el pueblo “LA CHARANGA”, la fiesta más popular del Batán. Se trata de una tradicional fiesta que hace más de 40 años que se realiza. Empezó festejándose para que los jóvenes permanecieran en el pueblo y ha continuado hasta la actualidad. Cada año el pueblo vota y elige a una persona del pueblo (generalmente se suele votar a gente que tenga negocios) para que sea el “charanguero”, es decir, el encargado de realizar la fiesta. En ese fin de semana que dura la fiesta, el sábado por la mañana se sale de casa del charanguero acompañados con música, y se va por todas las calles del pueblo repartiendo perrunillas, dulces y chupitos a todos los vecinos. El sábado a mediodía se hace una gran comida en la plaza del pueblo para todos.  El domingo por la mañana se vuelve a salir por todas las calles del pueblo repartiendo dulces y chupitos. Y el domingo por la tarde, aprovechando que esta fiesta se celebra un fin de semana antes de carnaval, se hace el desfile de carnaval con premios abonados por el charanguero. Y el domingo por la noche para acabar la fiesta se vota al charanguero del próximo año.